# Viadotto Ansa del Tevere
Il Viadotto Ansa del Tevere, chiamato anche Ponte Morandi o Viadotto Morandi e intitolato a Franco della Scala, è un ponte autostradale presente a Roma. È il ponte sospeso, di tipo strallato, più antico della città.
Si trova nel quartiere della Magliana lungo l'autostrada A91 Roma-Fiumicino, a circa 3 km dal ponte della Magliana che attraversa il fiume Tevere.

## Storia
Il ponte venne costruito su un'ansa del fiume che il 28 giugno 1965 fu investita da uno smottamento; sul posto l'ANAS stava costruendo un viadotto lungo 640 metri, parte della strada statale 201 dell'Aeroporto di Fiumicino allora in via di realizzazione. Per ovviare al problema, l'ANAS chiamò l'ingegnere Riccardo Morandi che propose all'Ente statale due soluzioni: sorvolare la zona franata con un nuovo ponte sospeso oppure liberare i detriti e ricostruire il tratto danneggiato dallo smottamento con una struttura a impalcato che poggiasse su terne di pali posti a grande profondità nel terreno. L'Ente scelse la prima soluzione.
Completato nel 1967, il ponte è stato il primo ponte strallato a Roma ed è ancora l'unico a carreggiata curva.
Il viadotto è stato successivamente intitolato a Franco della Scala, direttore del Centro Sperimentale Stradale (ANAS) di Cesano di Roma, ucciso nell'attentato terroristico palestinese all'aeroporto di Fiumicino del 1985.

## Descrizione
Il ponte è realizzato in cemento armato e ha le tipiche caratteristiche dei progetti di Riccardo Morandi, con i suoi cavi di sospensione annegati in getti di cemento a sezione squadrata: quelli occidentali sostengono l'impalcato, in calcestruzzo precompresso, mentre quelli orientali sono ancorati a cassoni in cemento armato aventi la funzione di contrappeso. Le fondamenta poggiano in uno strato di argille resistenti a 53 metri di profondità e all'esterno della frana: la struttura portante è costituita da 2 piloni alti 34 metri uniti in alto da una traversa, sulla cui sommità passano i cavi. In corrispondenza del viadotto, il tracciato stradale compie una curva avente raggio pari a 400 metri.
Nel 2005 il viadotto è stato dotato di un sistema di illuminazione, rinnovato nel 2016.

### Testi di approfondimento
- Il viadotto «dell'Ansa della Magliana» per l'autostrada Roma-Aeroporto di Fiumicino, in L'Industria Italiana del Cemento, n. 3, 1968,  pp. 147 ss.